# Đội tuyển bóng đá quốc gia Sri Lanka
Đội tuyển bóng đá quốc gia Sri Lanka (tiếng Sinhala: ශ්‍රී ලංකා පාපන්දු කණ්ඩායම, tiếng Tamil: இலங்கை தேசிய கால்பந்து அணி) là đội tuyển cấp quốc gia của Sri Lanka do Liên đoàn bóng đá Sri Lanka quản lý.
Trận thi đấu quốc tế đầu tiên của đội tuyển Sri Lanka là trận gặp đội tuyển Ấn Độ vào năm 1972. Đội đã một lần tham dự Cúp bóng đá Đoàn kết AFC là vào năm 2016. Tại giải năm đó, đội chỉ có một trận hòa trước Ma Cao và hai trận thua trước Lào và Mông Cổ, do đó dừng bước ở vòng bảng. Thành tích tốt nhất của đội cho đến nay là chức vô địch SAFF Cup 1995 và ngôi vị á quân của Challenge Cup 2006.

## Danh hiệu
- Vô địch Cúp Challenge: 0

Á quân: 2006
- Vô địch Nam Á: 1

Vô địch: 1995
Á quân: 1993

## Thành tích quốc tế

### Giải vô địch bóng đá thế giới
- 1930 đến 1970 - Không tham dự
- 1974 - Bỏ cuộc
- 1978 - Bỏ cuộc
- 1982 đến 1990 - Không tham dự
- 1994 đến 2026 - Không vượt qua vòng loại

### Cúp bóng đá châu Á
- 1956 đến 1968 - Không tham dự
- 1972 - Không vượt qua vòng loại
- 1976 - Không tham dự
- 1980 đến 1984 - Không vượt qua vòng loại
- 1988 đếm 1992 - Không tham dự
- 1996 đến 2004 - Không vượt qua vòng loại
- 2007 - Bỏ cuộc
- 2011 đến 2027 - Không vượt qua vòng loại

### Cúp Challenge AFC
| Năm           | Thành tích               | Thứ hạng                 | Trận                     | Thắng                    | Hòa                      | Thua                     | Bàn thắng                | Bàn thua                 |
| ------------- | ------------------------ | ------------------------ | ------------------------ | ------------------------ | ------------------------ | ------------------------ | ------------------------ | ------------------------ |
| 2006          | Á quân                   | 2nd                      | 6                        | 4                        | 1                        | 2                        | 7                        | 2                        |
| 2008          | Vòng bảng                | 7th                      | 3                        | 0                        | 0                        | 3                        | 1                        | 9                        |
| 2010          | Vòng bảng                | 5th                      | 3                        | 1                        | 0                        | 2                        | 4                        | 7                        |
| 2012 đến 2014 | Không vượt qua vòng loại | Không vượt qua vòng loại | Không vượt qua vòng loại | Không vượt qua vòng loại | Không vượt qua vòng loại | Không vượt qua vòng loại | Không vượt qua vòng loại | Không vượt qua vòng loại |
| Tổng cộng     | 3/5                      | 1 lần á quân             | 12                       | 5                        | 1                        | 7                        | 12                       | 18                       |

### Cúp bóng đá Đoàn kết AFC
| Năm  | Thành tích | Thứ hạng | Trận | Thắng | Hòa | Thua | Bàn thắng | Bàn thua |
| ---- | ---------- | -------- | ---- | ----- | --- | ---- | --------- | -------- |
| 2016 | Vòng bảng  | 6/7      | 3    | 0     | 1   | 2    | 2         | 5        |

### Giải vô địch bóng đá Nam Á
| Năm       | Thành tích | Thứ hạng | Trận | Thắng | Hòa | Thua | Bàn thắng | Bàn thua |
| --------- | ---------- | -------- | ---- | ----- | --- | ---- | --------- | -------- |
| 1993      | Á quân     | 2nd      | 3    | 1     | 1   | 1    | 4         | 2        |
| 1995      | Vô địch    | 1st      | 3    | 2     | 1   | 0    | 5         | 3        |
| 1997      | Bán kết    | 4th      | 4    | 2     | 0   | 2    | 6         | 3        |
| 1999      | Vòng bảng  | 5th      | 2    | 0     | 1   | 1    | 2         | 3        |
| 2003      | Vòng bảng  | 5th      | 3    | 1     | 1   | 1    | 3         | 3        |
| 2005      | Vòng bảng  | 7th      | 3    | 0     | 0   | 3    | 1         | 5        |
| 2008      | Bán kết    | 3rd      | 4    | 2     | 1   | 1    | 5         | 3        |
| 2009      | Bán kết    | 4th      | 4    | 2     | 0   | 2    | 9         | 7        |
| 2011      | Vòng bảng  | 6th      | 3    | 1     | 0   | 2    | 4         | 6        |
| 2013      | Vòng bảng  | 7th      | 3    | 1     | 0   | 2    | 6         | 15       |
| 2015      | Bán kết    | 4th      | 3    | 1     | 0   | 2    | 1         | 7        |
| 2018      | Vòng bảng  | 6th      | 2    | 0     | 1   | 1    | 0         | 2        |
| Tổng cộng | 11/11      | 1st      | 37   | 13    | 6   | 18   | 46        | 59       |

## Đội hình
Đội hình 23 cầu thủ được triệu tập cho vòng loại Asian Cup 2023.

Số liệu thống kê tính đến ngày 11 tháng 6 năm 2022 sau trận gặp Thái Lan.

| Số | VT | Cầu thủ                    | Ngày sinh (tuổi)  | Trận | Bàn | Câu lạc bộ          |
| -- | -- | -------------------------- | ----------------- | ---- | --- | ------------------- |
|    | TM | Kaveesh Fernando           | 25 tháng 3, 1995  | 0    | 0   | Blue Star           |
|    | TM | Sujan Perera               | 18 tháng 7, 1992  | 43   | 0   | TC Sports Club      |
|    | TM | Prabath Ruwan              | 19 tháng 6, 1993  | 4    | 0   | Blue Eagles         |
|    |    |                            |                   |      |     |                     |
|    | HV | Abdul Basith               | 20 tháng 9, 2001  | 2    | 0   | Colombo             |
|    | HV | Chalana Chameera           | 10 tháng 1, 1993  | 27   | 0   | Blue Star           |
|    | HV | Chamod Dilshan             | 11 tháng 3, 1997  | 11   | 0   | Da Grande           |
|    | HV | Harsha Fernando            | 21 tháng 11, 1992 | 27   | 0   | Blue Eagles         |
|    | HV | Chathuranga Madushan       | 9 tháng 8, 1993   | 3    | 0   | Up Country Lions    |
|    | HV | Charitha Rathnayake        | 26 tháng 12, 1992 | 28   | 1   | Colombo             |
|    | HV | Jude Supan                 | 30 tháng 7, 1998  | 21   | 0   | Renown              |
|    |    |                            |                   |      |     |                     |
|    | TV | Dillon De Silva            | 18 tháng 4, 2002  | 11   | 1   | Queens Park Rangers |
|    | TV | Sasanga Dilhara            | 10 tháng 6, 1999  | 13   | 0   | Defenders           |
|    | TV | Aman Faizer                | 12 tháng 3, 1999  | 10   | 0   | Renown              |
|    | TV | Mohammadu Fasal            | 10 tháng 4, 1990  | 23   | 1   | Blue Star           |
|    | TV | Tharmakulanathan Kajakopan | 12 tháng 4, 1991  | 1    | 0   | Blue Star           |
|    | TV | Nitharshan Mariyathas      | 14 tháng 5, 1994  | 7    | 0   | Renown              |
|    | TV | Afeel Mohamed              | 9 tháng 7, 1996   | 6    | 0   | Colombo             |
|    | TV | Asikur Rahuman             | 31 tháng 12, 1993 | 26   | 1   | Defenders           |
|    |    |                            |                   |      |     |                     |
|    | TĐ | Mohamed Aakib              | 26 tháng 6, 2000  | 20   | 3   | Colombo             |
|    | TĐ | Shabeer Razooniya          | 21 tháng 5, 2001  | 5    | 0   | Colombo             |
|    | TĐ | Shenal Sandesh             | 9 tháng 5, 2002   | 0    | 0   | Blue Star           |
|    | TĐ | Mohamed Shifan             | 19 tháng 12, 1997 | 4    | 0   | Up Country Lions    |

### Từng được triệu tập
| Vt | Cầu thủ                     | Ngày sinh (tuổi)  | Số trận | Bt | Câu lạc bộ            | Lần cuối triệu tập              |
| --- | --------------------------- | ----------------- | ------- | -- | --------------------- | ------------------------------- |
| TM | Danushka Rajapaksha         | 17 tháng 5, 1993  | 0       | 0  | New Youngs            | v. Hàn Quốc; 9 June 2021        |
| |                             |                   |         |    |                       |                                 |
| HV | Duckson Puslas              | 4 tháng 4, 1990   | 18      | 0  | T.C. Sports           | v. Seychelles, 19 November 2021 |
| HV | Sunil Roshan Appuhamy       | 6 tháng 7, 1993   | 4       | 0  | Defenders             | 2021 SAFF Championship          |
| HV | Reef Peries                 | 30 tháng 10, 2001 | 0       | 0  | Woking FC             | v. Hàn Quốc; 9 June 2021        |
| HV | Chikereuba Tochokwu Francis | 24 tháng 4, 1993  | 0       | 0  | Java Lane SC          | training camp, March 2022       |
| HV | Tiffan Anthonypillai        | 21 tháng 7, 2002  | 0       | 0  | CS Saint-Laurent      | training camp, March 2022       |
| HV | Kaio Magno                  | 13 tháng 8, 1999  | 0       | 0  | Vasco da Gama         | training camp, March 2022       |
| |                             |                   |         |    |                       |                                 |
| TV | Kavindu Ishan               | 17 tháng 10, 1992 | 35      | 1  | Up Country Lions      | v. Seychelles, 19 November 2021 |
| TV | Mohamed Rifnas              | 9 tháng 1, 1995   | 14      | 2  | Renown                | v. Seychelles, 19 November 2021 |
| TV | Ahmed Waseem Razeek         | 13 tháng 9, 1994  | 13      | 9  | Gokulam Kerala        | v. Seychelles, 19 November 2021 |
| TV | Marvin Hamilton             | 8 tháng 10, 1988  | 10      | 2  | Sittingbourne         | v. Seychelles, 19 November 2021 |
| TV | Daniel Magrath              |                   | 0       | 0  | Blue Star             | v. Seychelles, 19 November 2021 |
| TV | Edison Figurado             | 25 tháng 7, 1990  | 10      | 1  | Free agent            | 2021 SAFF Championship          |
| TV | Manimeldura Leon Perera     | 1 tháng 1, 1997   | 0       | 0  | MTV Treubund Lüneburg | training camp, March 2022       |
| TV | Kelly Garrett Christopher   | 13 tháng 4, 1996  | 0       | 0  | Almyros Gaziou FC     | training camp, March 2022       |
| TV | Haneef Mohamed              | 23 tháng 8, 1993  | 0       | 0  | FC Engstringen        | training camp, March 2022       |
| TV | Johar Mohamed Zarwan        | 23 tháng 4, 1996  | 16      | 1  | Colombo FC            | v. Hàn Quốc; 9 June 2021        |
| TV | Anthony Pereira Goan        |                   | 0       | 0  | Boavista F.C.         | training camp, March 2022       |
| |                             |                   |         |    |                       |                                 |
| TĐ | Mohamed Aakib               | 26 tháng 6, 2000  | 18      | 3  | Colombo FC            | v. Seychelles, 19 November 2021 |
| TĐ | Ahamed Shazny               | 15 tháng 1, 1993  | 0       | 0  | Colombo FC            | v. Seychelles, 19 November 2021 |
| TĐ | Rifkhan Mohamed             | 25 tháng 10, 1999 | 2       | 0  | Defenders             | 2021 SAFF Championship          |
| TĐ | Mohamed Musthaq             | 16 tháng 12, 1998 | 1       | 1  | Up Country Lions      | 2021 SAFF Championship          |
| TĐ | Supun Dananjaya             | 21 tháng 5, 1998  | 0       | 0  | Red Star              | 2021 SAFF Championship          |
| TĐ | Nipuna Bandara              | 17 tháng 7, 1991  | 20      | 2  | Air Force SC          | v. Hàn Quốc; 9 June 2021        |
| TĐ | Mohammadu Fasal             | 30 tháng 4, 1990  | 14      | 1  | Colombo FC            | v. Hàn Quốc; 9 June 2021        |
| TĐ | Claudio Kammerknecht        | 7 tháng 7, 1999   | 0       | 0  | SC Freiburg II        | training camp, March 2022       |
| TĐ | Poopathithasan Nilooshan    | 19 tháng 7, 2001  | 0       | 0  | CS Saint-Laurent      | 2021 SAFF Championship          |
| TĐ | Canistan Regnize            |                   | 0       | 0  | FC Montceau           | training camp, March 2022       |
| TĐ | Nishan Velupillay           | 7 tháng 5, 2001   | 0       | 0  | Melbourne Victory     | training camp, March 2022       |
| INJ Rút lui vì chấn thương PRE Đội hình sơ bộ RET Đã chia tay đội tuyển quốc gia SUS Vắng mặt ở trận tiếp theo WD Rút lui vì lý do cá nhận COVRút lui vì dương tính với COVID-19. |                             |                   |         |    |                       |                                 |